# Ceratochilus biglandulosus
Ceratochilus biglandulosus är en orkidéart som beskrevs av Carl Ludwig von Blume. Ceratochilus biglandulosus ingår i släktet Ceratochilus och familjen orkidéer.
Artens utbredningsområde är Java. Inga underarter finns listade i Catalogue of Life.

## Bildgalleri

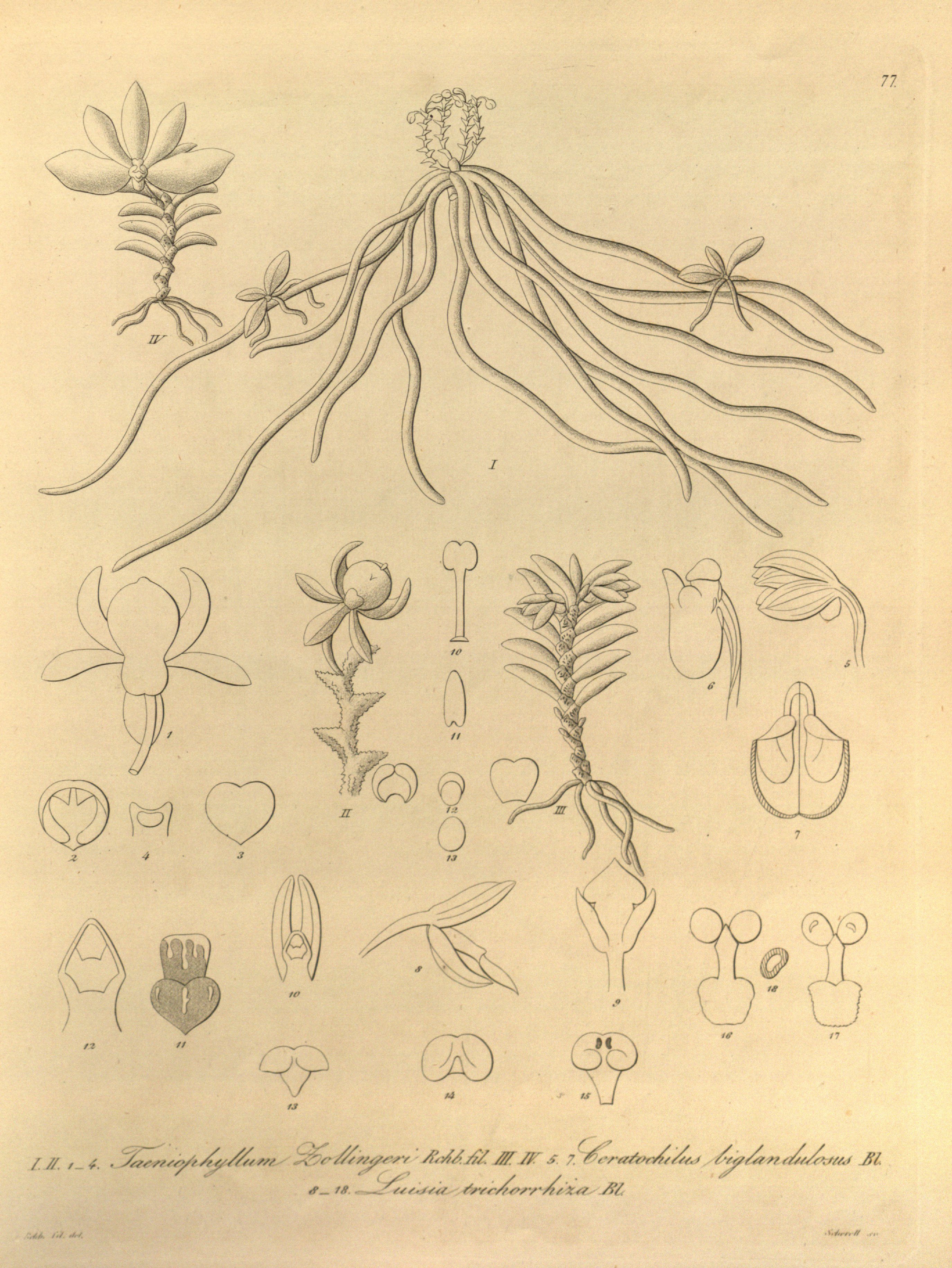